# Белок ретинобластомы
 Белок ретинобластомы  (сокращенно: белок  pRb , ген  RB  или  RB1 ) (англ. retinoblastoma protein) — белок супрессора опухоли, дисфункционального при некоторых тяжелых формах рака. Одной из функций pRb является предотвращение прогрессии чрезмерного роста клеток путём ингибирования клеточного цикла, пока клетки не будут готовы к делению. Когда клетка готова к делению, pRb фосфорилируется, становится неактивным и позволяет прогрессировать клеточному циклу. Он также рекрутёр нескольких ферментов ремоделирования хроматина, таких как метилазы и ацетилазы.
Rb принадлежит семейству «карманных» белков (англ. pocket protein family), члены которого имеют карман для функционального связывания с другими белками. В случае онкогенных белков, подобных производимым клетками, инфицированными вирусами высокого риска типа папилломы человека, связывание и инактивация pRb может привести к раку.

## Название и генетика
В организме человека белок кодируется геном RB1, расположенным в 13q14.1-q14.2. Если оба аллеля этого гена мутируют в начале жизни, белок инактивируется, что приводит к развитию ретинобластомы рака, отсюда и название  Rb . Клетки сетчатки не отшелушиваются или заменяются, подвергаясь воздействию высоких уровней мутагенного УФ-излучения, и, таким образом большинство поражений pRB происходит в ткани сетчатки (Однако нечто подобное было зарегистрировано и в некоторых раковых заболеваниях кожи у пациентов из Новой Зеландии, где интенсивность УФ-излучения значительно выше).
Существуют две формы ретинобластомы: двусторонняя, наследственная и односторонняя, спорадическая. Страдающие первой в 6 раз более склонны к развитию других видов рака в дальнейшей жизни. Это подчеркивает тот факт, что мутантный Rb может быть унаследован, и поддерживает мутационную теорию канцерогенеза. Здесь[где?] указано, что только один рабочий аллель гена-супрессора опухоли необходим для его функционирования (мутантный ген является рецессивным) и обоим необходим мутантный фенотип для появления рака. При наследственной форме мутированный аллель наследуется вместе с нормальным аллелем. В этом случае клеткам следует поддерживать только одну мутацию в другом гене Rb, все Rb в этой клетке будут неэффективны для ингибирования прогрессирования клеточного цикла, что позволит клеткам делиться бесконтрольно и в конечном счете стать злокачественными. Кроме того, раз один аллель уже мутирован во всех других соматических клетках, в будущем заболеваемость раком у этих лиц наблюдается по линейной кинетике[что?]. Рабочие аллели не должны подвергать себя мутации, а утрата гетерозиготности (LOH) является часто наблюдаемым в таких опухолях.
Тем не менее, при спорадической форме оба аллеля должны поддерживать мутацию, прежде чем клетка может стать раковой. Это объясняет, почему у больных спорадической ретинобластомой не растет риск рака в дальнейшей жизни, а оба аллеля функциональны во всех других клетках. Заболеваемость раком в будущем для спорадических случаев Rb наблюдается с полиномиальной кинетикой, не совсем квадратичной, как ожидалось, потому что сначала должны возникать мутации с помощью обычных механизмов, а затем могут быть продублированы LOH для получения источника опухоли.
Ортологи Rb1 были также определены у большинстве млекопитающих, для которых доступны полные данные генома.
RB/E2F — семейства белков репрессии транскрипции.

## Супрессия клеточного цикла
Rb ограничивает способность клеток к репликации ДНК, предотвращая её переход из (G1) в S-фазу клеточного цикла. Rb связывает и ингибирует транскрипционные факторы семейства E2F, которые состоят из димеров белка в E2F и димеризованного партнера белка (DP). Активация транскрипции комплексов (E2F-DP) может перевести клетки в S фазу. Пока инактивируется E2F-DP, клетка задерживается в фазе G1. Когда Rb связывается с E2F, комплекс действует как супрессор роста и предотвращает прогрессирование клеточного цикла. Комплекс Rb-E2F/DP привлекает фермент деацетилазы гистонов (HDAC) к хроматину, уменьшая транскрипцию способствующих факторов S фазы, дополнительно подавляя синтез ДНК.

## Обнаружение
Известно несколько разработанных способов обнаружения генных мутаций RB1, включая способ, который может обнаружить большие делеции, коррелирующие с поздней стадией ретинобластомы.

## Активация и инактивация
Rb фосфорилируется в pRb определёнными циклин-зависимыми киназзами (CDK). pRb описан как гиперфосфорилированный и когда он в этом состоянии, он пассивизирует комплекс E2F и, следовательно, возможность ограничения движение от фазы G1 к фазе S клеточного цикла. Во время перехода М=>G1, PRB постепенно дефосфорилируется РР1, возвращая свой гипофосфолированный статус супрессора роста.
Когда приходит время вхождения клеток в фазу S, комплексы циклин-зависимых киназ (CDK) и циклинов фосфорилируют Rb в pRb, подавляя его активность. Начальное фосфорилирование осуществляется циклин D/CDK4/CDK6 и последующее дополнительное фосфорилирование осуществляют циклин Е/CDK2. pRb остаётся фосфорилированным в течение S, G2 и M фаз.
Фосфорилирование Rb позволяет E2F-DP отделиться от pRb и стать активным. Когда E2F свободен, он активизирует факторы циклинов (например, циклинов Е и A), которые толкают[что?] клетку в клеточный цикл, активируя циклин-зависимую киназу и молекулу, называемую ядерным антигеном пролиферирующих клеток, или PCNA, что ускоряет репликацию ДНК и её репарацию, помогая присоединить полимеразу к ДНК.
Белки семейства Rb являются компонентами комплекса DREAM (называемого также комплексом LINC), который состоит из LIN9, LIN54, LIN37, MYBL2, RBL1, RBL2, RBBP4, TFDP1, TFDP2, E2F4 и E2F5. Существует простато-специфическая версия комплекса, где LIN54, MYBL2 и RBBP4 заменены соответственно на MTL5, MYBL1 и RBBP7. У дрозофилы обе версии DREAM также существует, с компонентами клеток mip130 (гомолог (lin9, заменяет aly в семенниках), mip120 (гомолог lin54, заменяет tomb в семенниках) и Myb, Caf1p55, DP, Mip40, E2F2, RBF и Rbf2. Комплекс DREAM существует в покоящихся клетках в ассоциации с MuvB (состоящей из HDAC1 или HDAC2, LIN52 и L3mbtl1, L3mbtl3 или L3mbtl4), где он подавляет влияющие на клеточный цикл гены. DREAM диссоциирует в S фазе от MuvB и получает рекрутированный MYB.

## Подключения к регенерации[что?]

### Функционирование улитки у млекопитающих
Белок ретинобластомы участвует в росте и развитии у млекопитающих волосковых клеток в улитке и по-видимому связан с неспособностью клеток к регенерации. Эмбриональные волосковые клетки требуют Rb помимо других важных белков, чтобы выйти из клеточного цикла и прекратить деление, что обеспечивает созревание слуховой системы. После того как млекопитающие дикого типа достигли совершеннолетия, их кохлеарные волосковые клетки становятся неспособными к пролиферации. В исследованиях, где ген Rb был удален у мышей, волосковые клетки продолжали размножаться в раннем взрослом возрасте. Хотя это может показаться положительным, у мышей, как правило, развивается тяжелая потеря слуха из-за дегенерации органа Корти. По этой причине Rb по-видимому играет важную роль в завершении развития волосковых клеток млекопитающих и поддержании их жизнеспособности. Однако, очевидно, что без Rb, волосковые клетки обладают способностью к пролиферации, поэтому Rb известен как супрессор опухоли. Временное и точное выключение Rb у взрослых млекопитающих с поврежденными волосковыми клетками может привести к их размножению и успешному восстановлению. Подавлением функции белка ретинобластомы у взрослых крыс была установлена причина, вызывающая пролиферацию поддерживающих и волосковых клеток. Rb может быть подавлен путём активации пути SHH, который фосфорилирует белки и снижает транскрипцию гена.

### Нейроны
Исследования обнаружили, что нарушения экспрессии Rb in vitro по причине делеции гена или удара Rb короткой интерфериренцией РНК, вызывает дальнейшее ветвление дендритов. Кроме того, шванновские клетки, которые обеспечивают существенную поддержку для выживания нейронов, перемещаются с невритами, расширяясь дальше, чем обычно. Ингибирование Rb поддерживает постоянный рост нервных клеток.

## Взаимодействия
Белок ретинобластомы, как было выявлено, взаимодействует с:
- Abl[25][26]
- Андрогенный рецептор[27][28]
- AATF[29][30]
- ARID4A[31]
- AHR[32]
- BRCA1[33][34][35]
- BRF1[36][37]
- C-jun[38]
- С-Raf[39][40]
- CDK9[41]
- CUTL1[42]
- Циклин A1[43]
- Циклин D1[44][45]
- Циклин Т2[41]
- DNMT1[46]
- E2F1 [[10][47][48][49][50][51][52]
- E2F2,[53]
- E4F1[50]
- EID1[54][55]
- ENC1[56]
- FRK[57]
- HBP1[58]
- HDAC1[31][59][60][61][62][63][64]
- HDAC3[31][65]
- Гистондеацетилаза 2[31]
- Инсулин[66]
- JARID1A[67][68]
- LIN9[69]
- MCM7[70]
- MORF4L1[48][71]
- MRFAP1,[48][71]
- MyoD[72][73]
- NCOA6[74]
- PA2G4[75]
- PPARG[65]
- PIK3R3[76]
- SerpinB2[77]
- ДНК-полимераза альфа[78]
- PRDM2[79]
- PRKRA[80]
- Прохибитин[40][81]
- Белок промиелоцитарного лейкоза[82]
- RBBP4[47][83]
- RBBP7[35][83]
- RBBP8[59][84]
- RBBP9[85]
- SNAPC1[86]
- SKP2[87][88]
- SNAPC3[86]
- SNW1[89]
- SUV39H1[90][91]
- TAF1[44][92][93][94]
- THOC1[95]
- TRAP1[96]
- TRIP11[97]
- UBTF[98]
- USP4.[99]